# Ragnar Klavan
Ragnar Klavan estonski nogometaš, * 30. oktober 1985, Viljandi. 

## Življenjepis
Ragnar je začel z nogometom pri šestih letih v klubu Elva Viljandi. Za člansko ekipo je nastopil že pri 15 letih. Doslej je igral v Estoniji, na Norveškem, v Španiji, na Nizozemskem, v Nemčiji in od poletja 2016 naprej je član angleškega prvoligaša Liverpoola. Na Baltskem pokalu leta 2003 pa je debitiral za člansko reprezentanco Estonije proti Litvi. Tud njegov oče Dzintar je bil nogometaš. Desetega junija 2011, se je Ragnar Klavan poročil z  Lili Orel. Njun prvi otrok sin  Romer je bil rojen v  Augsburgu 8.avgusta 2012.

### Reprezentančni goli
| GOL ŠT.: | ČAS TEKME       | PRIZORIŠČE                                       | NASPROTNIK     | GOL ZA | KONČNI IZID | VRSTA TEKME        |
| -------- | --------------- | ------------------------------------------------ | -------------- | ------ | ----------- | ------------------ |
| 1        | 31 maj 2006     | A. Le Coq Arena, Talin,Estonija                  | Nova Zelandija | 1–0    | 1–1         | Prijateljska tekma |
| 2        | 29 februar 2012 | Los Angeles Memorial Coliseum, Los Angeles , ZDA | Salvador       | 1–0    | 2–0         | Prijateljska tekma |
| 3        | 26 maj 2014     | A. Le Coq Arena, Talin ,Estonija                 | Gibraltar      | 1–0    | 1–1         | Prijateljska tekma |